# Погорельцево (Вологодская область)
Погорельцево — деревня в Усть-Кубинском районе Вологодской области.
Входит в состав Богородского сельского поселения, с точки зрения административно-территориального деления — в Богородский сельсовет.
Расстояние по автодороге до районного центра Устья — 51 км, до центра муниципального образования Богородского — 1 км. Ближайшие населённые пункты — Петрово, Конаново, Кисляково, Тороповская, Богородское, Марковская, Залесье, Сидоровская.
По переписи 2002 года население — 4 человека.